# BERSERK -Forces-
『BERSERK -Forces-』（ベルセルク・フォーセス）は、日本のシンガーソングライター平沢進の5枚目のシングル。1997年11月1日に日本コロムビアより発売された。

## 解説
平沢進のソロとしては5枚目となるシングル。表題曲はテレビアニメ『剣風伝奇ベルセルク』の劇中歌として書き下ろされた楽曲となっている。2曲目の「GOD HAND MIX」は、オリジナル版にあるバグパイプ的なサウンドのシンセサイザーをカットした別アレンジとなっている。
2009年3月18日、HQCDとしてリリースされた再発盤『救済の技法』に、このシングルに収録の4トラックがボーナストラックとして収録された。また、2021年11月27日にリリースされた『救済の技法』のアナログ盤にも収録された。
ジャケットのイラストは馬越嘉彦によるもの。

## 収録曲
1. BERSERK -Forces-
2. BERSERK -Forces- (GOD HAND MIX)
3. BERSERK -Forces- (オリジナル・カラオケ)
4. BERSERK -Forces- (TV version)